# Rodrigo Caro
Rodrigo Caro (n. 1573, Utrera, d. 10 august 1647, Sevilia) a fost un istoric, arheolog, avocat și scriitor spaniol.
1. ↑  Autoritatea BnF, accesat în 10 octombrie 2015